# Ermogene (nome)
Ermogene  è un nome proprio di persona italiano maschile.

## Varianti in altre lingue
- Basco: Ermogen[5]
- Bielorusso: Гермаген (Hermahen)
- Bulgaro: Хермоген (Hermogen)
- Catalano: Hermògenes[5]
- Francese: Hermogène
- Galiziano: Hermóxenes[5]
- Greco antico: Ἑρμογένης (Hermogenes)[6]
- Greco moderno: Ερμογένης (Ermogenīs)
- Inglese: Hermogenes
- Latino: Hermogenes[1][2]
- Polacco: Hermogen
- Portoghese: Hermógenes
- Russo: Гермоген (Germogen)[6]
- Spagnolo: Hermógenes[5]
- Ucraino: Гермоген (Hermohen)
- Ungherese: Hermogenész

## Origine e diffusione
Deriva dal greco Ἑρμογένης (Hermogenes), composto dal nome Ermes combinato con il lemma γενης (genes, "nato" o "stirpe", "progenie"); il significato complessivo può essere interpretato come "nato da Ermes", "figlio di Ermes", "della stirpe di Ermes". Si tratta quindi, analogamente ad altri nomi quali Ermione, Ermolao ed Ermacora, di un nome teoforico, riferito al dio greco Ermes.
In Italia conta ancora una modesta diffusione nel Centro, grazie al culto dei vari santi così chiamati, nonché per la fama di alcuni personaggi dell'antica Grecia con questo nome.

## Onomastico
Il nome venne portato da diversi santi, fra i quali si ricordano, alle date seguenti:
- 17 aprile, sant'Ermogene, servitore del diacono san Pietro e con questi martire a Melitene[7][8][9]
- 18 aprile, sant'Ermogene, martire a Melitene con sant'Elpidio[8][9]
- 25 aprile, sant'Ermogene, martire a Siracusa[9]
- 2 settembre, sant'Ermogene, martire a Nicea con i fratelli Evodio e Callista e la madre Teodota[8]
- 24 novembre, sant'Ermogene, vescovo di Agrigento[8]
- 10 dicembre, sant'Ermogene, martire con Donato e altri 22 compagni ad Alessandria d'Egitto[8][9]

## Persone
- Ermogene, filosofo greco antico
- Ermogene, funzionario romano
- Ermogene, generale bizantino
- Ermogene, patriarca di Mosca

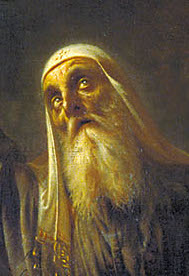
Ermogene di Mosca

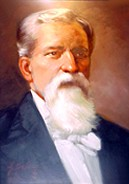
Hermógenes López

- Ermogene di Priene, architetto greco antico
- Ermogene di Tarso, retore greco antico
- Ermogene Miraglia, pittore italiano

### Varianti
- Ermogenīs Christofī, calciatore cipriota
- Hermógenes Fonseca, calciatore brasiliano
- Hermógenes López, politico venezuelano